# Hapamee
Hapamee is een historisch Duits merk van motorfietsen.
De bedrijfsnaam was: Hapamee Fahrzeugbau, P. Meinke, Salzwedel/Altmarkkreis.
Hoewel Hapamee slechts een klein merk was, werden de 198- en 246cc-tweetaktmotoren en zelfs de versnellingsbakken in eigen beheer gebouwd. Hapamee moest daarmee echter concurreren tegen honderden andere kleine merken die bijna allemaal een korte levensduur hadden terwijl ze goedkoper konden produceren door gebruik te maken van inbouwmotoren. Ook Hapamee hield het niet lang vol: de motorfietsen werden alleen in 1925 en 1926 geproduceerd.